# Macintosh Centris 650
Introduit en février 1993 en même temps que le Centris 610, le Centris 650 en était une version plus évolutive et un peu plus puissante. Il intégrait un processeur 68040 cadencé à 25 MHz ainsi qu'une carte vidéo un peu plus puissante. Il était dans un boîtier similaire à celui des Macintosh IIvx et IIvi, qui offrait trois slots d'extension NuBus et quatre emplacements mémoire.
En octobre 1993, à l'instar des Centris 610 et 660AV, Apple remplaça son processeur par un plus rapide cadencé à 33 MHz, et le renomma en Quadra 650. Toutes les autres caractéristiques restèrent identiques. La commercialisation du Quadra 650 s'arrêta en septembre 1994.

## Caractéristiques
- processeur : Motorola 68040 24/32 bit cadencé à 25 ou 33 MHz
- bus système 32 bit à 25 ou 33 MHz
- mémoire morte : 1 Mio
- mémoire vive : 4 Mio extensible à 132 Mio
- 8 Kio de mémoire cache de niveau 1
- disque dur SCSI de 80 à 500 Mo
- lecteur de disquette « SuperDrive » 1,44 Mo 3,5"
- lecteur CD-ROM 2x
- mémoire vidéo de 512 Kio de VRAM, extensible à 1 Mio
- résolutions supportées :
  - 512 × 384 en 16 bit
  - 640 × 480 en 8 bit (16 bit avec 1 Mio de VRAM)
  - 800 × 600 en 8 bit (16 bit avec 1 Mio de VRAM)
  - 832 × 624 en 8 bit (16 bit avec 1 Mio de VRAM)
  - 1024 × 768 en 4 bit (8 bit avec 1 Mio de VRAM)
  - 1 152 × 870 en 4 bit (8 bit avec 1 Mio de VRAM)
- slots d'extension :
  - 3 slot d'extensions NuBus 7" 90 broches
  - 1 slot PDS
  - 4 connecteurs mémoire de type SIMM 72 broches (vitesse minimale : 80 ns)
  - 2 emplacements VRAM
- connectique :
  - 1 port SCSI (DB-25)
  - 2 ports série (Mini Din-8) pour le modem et l'imprimante
  - 2 ports ADB
  - sortie vidéo DB-15
  - port Ethernet AAUI-15 optionnel
  - sortie audio : stéréo 8 bit
  - entrée audio : mono 8 bit
- dimensions : 15,2 × 33,0 × 41,9 cm
- poids : 11,35 kg
- alimentation : 230 W
- systèmes supportés : 7.1 à 8.1